# Трулльський собор
Тру́лльський собо́р, також П'я́то-шо́стий вселенський собо́р (грец. Πενθέκτη Σύνοδος) — собор Церкви в Константинополі у 691–692 роках; скликаний Імператором Юстиніаном II та патріархом Павлом III у 691 році. Його документи мають важливе значення як джерело внутрішнього церковного права як для православних Церков, так і для Східних Католицьких Церков, які розглядають їх як документи Шостого Вселенського собору.

## Історія
П'ятий і Шостий Вселенські собори не виносили жодних визначень, зосередившись лише на догматичних потребах Церкви та боротьбі з єресями. Але з огляду на те, що в Церкві посилювався занепад дисципліни і благочестя, було прийнято рішення скликати додатковий до попередніх Собор, який би уніфікував і доповнив церковні норми. Собор засідав у тому ж приміщенні що і VI Вселенський собор, — залі палацу зі склепінням, так званому Труллі, через що офіційно в документах йому було присвоєно назву Трулльського.

## Статус
Прийняті Трулльським собором 102 канони іноді називають у православній Церкві рішеннями Шостого Вселенського собору, оскільки він сам себе розглядав як його продовження. Багато канонів Трулльського собору були полемічно спрямовані проти усталеної практики Римської Церкви або взагалі були їй чужі. Так, 2-е правило стверджує канонічний авторитет 85-того Апостольського правила, а також деяких помісних Східних соборів, які Римська церква не вважала для себе обов'язковими. Римською Церквою були визнані 50 Апостольських правил у перекладі Діонісія Малого, але обов'язковими вони не вважалися.
36-е правило підтверджувало 28-е правило Халкедонського собору, не прийняте Римом: «Відновлюючи законоположене сто п'ятдесятьма Святими отцями, які зібралися в цьому Богохранимому і царському граді, та шістсот тридцятьма присутніми в Халкедоні, визначаємо, нехай має престол Константинопольський рівні переваги з престолом стародавнього Рима, і також хай звеличується у справах церковних, будучи другий по ньому, після ж його хай числиться престол Великого міста Александрії, потім престол Антиохійський, і нарешті престол міста Єрусалима». 13-е правило засуджувало целібат духовенства; 55-е — прийнятий у католиків піст у суботу. Папські легати в Константинополі підписали акти Трулльського собору. Але Папа Сергій I навідріз відмовився їх підписувати, назвавши помилковими. Трулльський собор на даний момент визнається і Західною Церквою як екуменічний.